# El diablo (canción)
«El diablo» es una canción interpretada por la banda mexicana de rock Fobia que se publicó como el segundo sencillo para su segundo álbum de estudio, Mundo Feliz (1991), publicado bajo la discográfica BMG Arriola La canción fue lanzada en el año de 1991 y fue escrita por Francisco Huidobro al igual que con los temas y sencillos de dicho álbum.

## Lista de canciones

### CD - Promo
| El diablo — Sencillo |             |          |  |
| N.º                  | Título      | Duración |  |
| 1.                   | «El diablo» | 3:54     |  |

## Posiciones en las listas
| Listas                                    | Posición |
| ----------------------------------------- | -------- |
| Estados Unidos Billboard Hot Latin Tracks | 42       |
| México Top 100 (1990)                     | 65       |

## Nominaciones
| Año  | Publicación | País | Lista                                 | Puesto |
| ---- | ----------- | ---- | ------------------------------------- | ------ |
| 2006 | Alborde     | EUA  | 500 canciones del Rock Iberoamericano | 279    |